# 11 Ursae Minoris
11 Ursae Minoris (11 UMi / HD 136726 / HR 5714) es una estrella situada en la constelación de la Osa Menor. Su magnitud aparente es +5,02 y se encuentra a 390 años luz del sistema solar. En 2009 se anunció el descubrimiento de un planeta extrasolar orbitando alrededor de esta estrella.
11 Ursae Minoris es una gigante naranja de tipo espectral K4III con una temperatura superficial de ~ 4340 K.
La medida de su diámetro angular mediante interferometría —corregida por el oscurecimiento de limbo— es de 2,336 ± 0,020 milisegundos de arco, lo que permite calcular su radio, 30,7 veces más grande que el radio solar.
Tiene una luminosidad 229 veces mayor que la del Sol.
Su metalicidad, dato estrechamente relacionado con la presencia de sistemas planetarios, es comparable a la solar ([Fe/H] = +0,04).A pesar de ello, es relativamente pobre en metales en comparación con otras estrellas de la secuencia principal que albergan planetas extrasolares.
11 Ursae Minoris tiene una masa de 1,8 - 2 masas solares y una edad estimada de 1560 ± 540 millones de años.
Se piensa que su progenitora cuando estaba en la secuencia principal era una estrella blanca de la secuencia principal.

## Sistema planetario
En 2009 se descubrió un objeto masivo, denominado 11 Ursae Minoris b, en órbita alrededor de 11 Ursae Minoris. Tiene una masa mínima 10,5 veces mayor que la Júpiter, por lo que puede ser un planeta masivo o una enana marrón si su masa es más de 13 veces mayor que la de Júpiter. Se mueve a una distancia media de 1,54 UA respecto a la estrella y su período orbital es de 516 días (1,41 años).
| Acompañante (En orden desde la estrella) | Masa (MJ) | Período orbital (días) | Semieje mayor (UA) | Excentricidad |
| ---------------------------------------- | --------- | ---------------------- | ------------------ | ------------- |
| 11 Ursae Minoris b                       | > 10,5    | 516,22 ± 3,25          | 1,54 ± 0,07        | 0,08 ± 0,03   |